# Gare Montparnasse

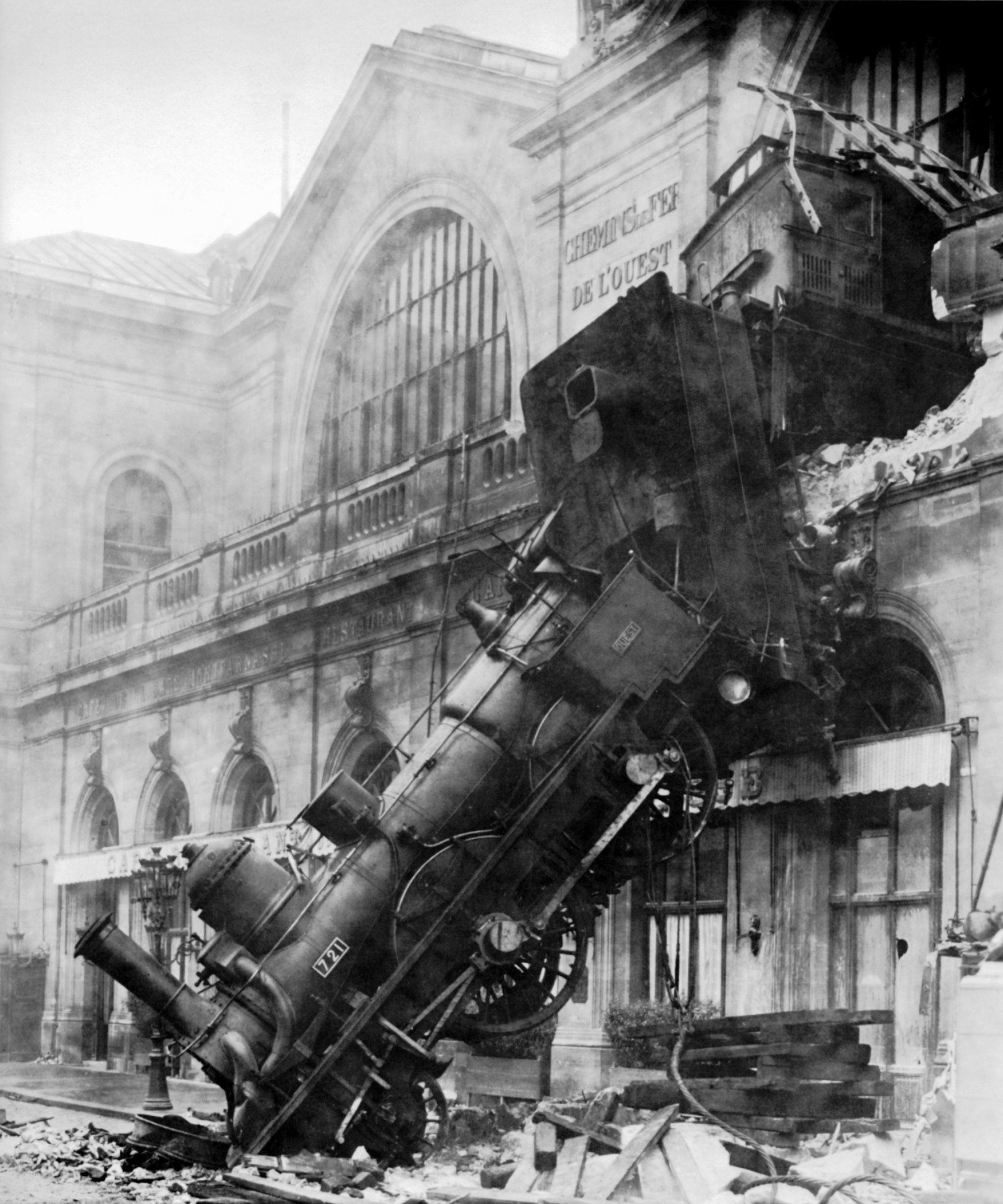
Acidente de comboio em 22 de outubro de 1895.

A Gare Montparnasse ou Estação Montparnasse é uma estação de trens situada no bairro de Montparnasse, no 14º arrondissement de Paris, na Ilha de França, na França, usada como terminal para as ligações oeste e sudoeste do país, bem como para as ligações de TGV para Tours, Bordéus, Rennes e Nantes. Dispõe também de uma estação de metropolitano e de escadas rolantes de alta velocidade nos acessos.

## História
Inaugurada em 1840, foi totalmente renovada entre 1848 e 1852. Na década de 1960, deu-se a integração da estação, após renovação, no complexo de escritórios que acabara de ser construído. Em 1969, a antiga estação foi demolida e a Torre Montparnasse foi construída no local. Em 1990, foi construída uma extensão para abrigar a estação do TGV Atlantique.

## Serviços

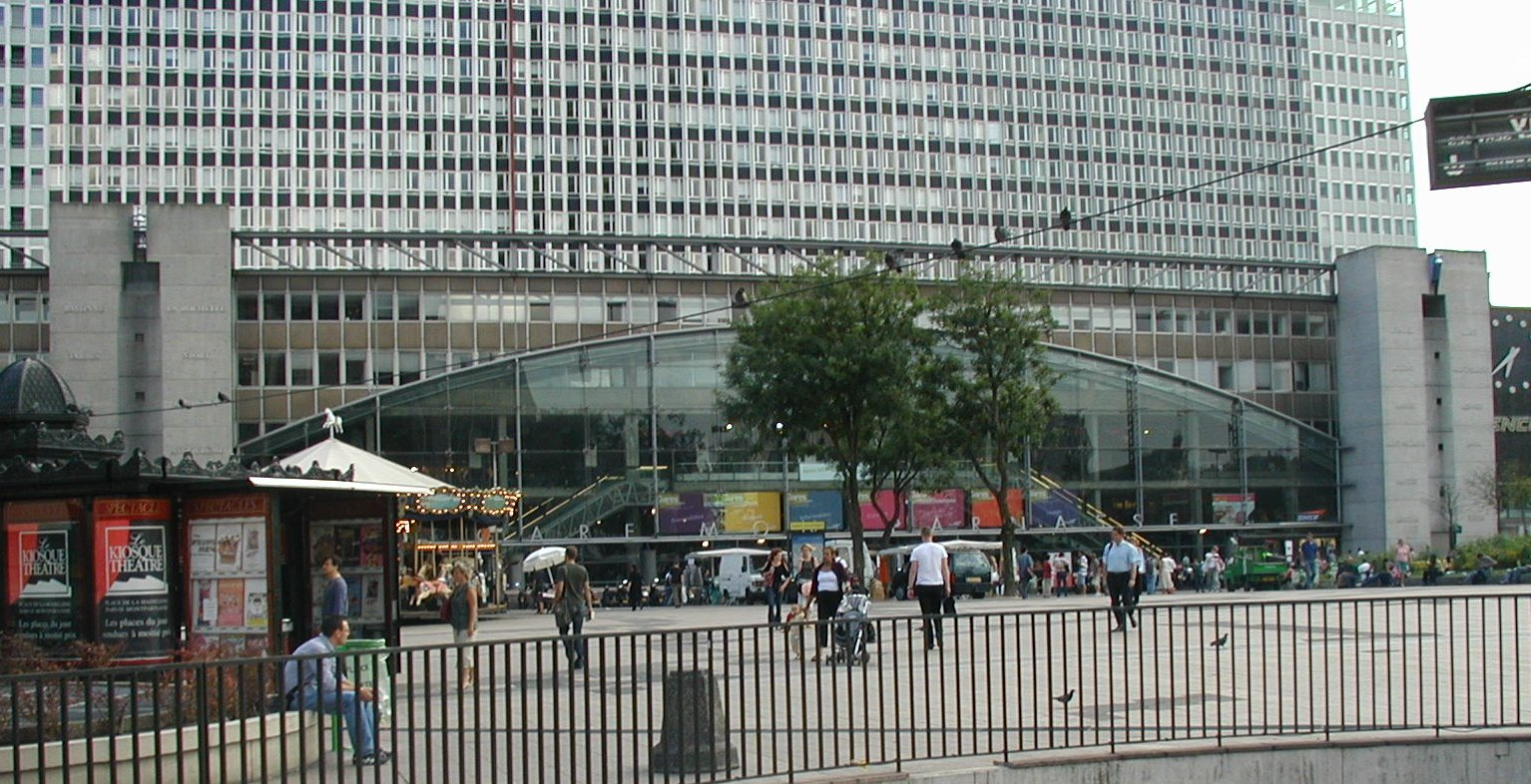
Estação Montparnasse nos dias atuais

A Gare Montparnasse possui o serviço de trens da Linha N do Transilien:
- SNCF Gare Montparnasse - Dreux
- SNCF Gare Montparnasse - Mantes-la-Jolie
- SNCF Gare Montparnasse - Montfort-l'Amaury-Méré
- SNCF Gare Montparnasse - Plaisir-Grignon
- SNCF Gare Montparnasse - Rambouillet
- SNCF Gare Montparnasse - Sèvres Rive Gauche
- SNCF Gare Montparnasse - Versailles-Chantiers

A Gare de Montparnasse é servida pelo metropolitano na estação Montparnasse - Bienvenüe.

## Turismo
A própria estação deve ser visitada, bem como, na laje, o Jardin Atlantique e um conjunto museográfico sobre a Resistência constituída pelo Museu do General-Leclerc-de-Hauteclocque-e-da-Liberação-de-Paris – Museu Jean-Moulin, duplo museu dedicado a estas duas personalidades. No salão principal da estação, pode se ver grandes pinturas murais Op Art do pintor Victor Vasarely.
Perto da estação ferroviária, pode se ver:
- ao leste: o bairro de Montparnasse e seus locais de lazer (cinemas, teatros, etc.);
- ao noroeste: L'Adresse Musée de La Poste no 34, boulevard de Vaugirard;
- ao nordeste: a Tour Montparnasse, cujo terraço e o 56º andar, apenas espaços abertos ao público, permitem observar um panorama de Paris.

## Curiosidades
A estação é famosa por alguns incidentes:
- O descarrilamento ocorrido em 22 de Outubro de 1895 no expresso "Paris-Granville". Aparentemente, o maquinista da locomotiva não travou a tempo ao chegar ao interior da estação e embateu contra os bloqueios de linha, arrastando-os cerca de trinta metros, embatendo depois contra a parede exterior do edifício e saltando para fora da estação, a uma distância de cerca de dez metros na praça de Rennes, ficando apoiada na ponta dianteira. Todos os passageiros do trem que acabara de chegar sobreviveram, mas uma senhora que vendia jornais naquele momento morreu devido aos ferimentos provocados pela queda da parede.

- A antiga estação é, também, o local onde, no final da Segunda Guerra Mundial na Europa, a 25 de Agosto de 1944, o governador militar alemão de Paris, general Dietrich von Choltitz rendeu a sua guarnição ao general francês Philippe Leclerc desobedecendo uma ordem direta de Adolf Hitler que requeria a destruição da cidade, oficializando, assim, a libertação da França da ocupação nazi.

## Galerias de fotografias

Exterior
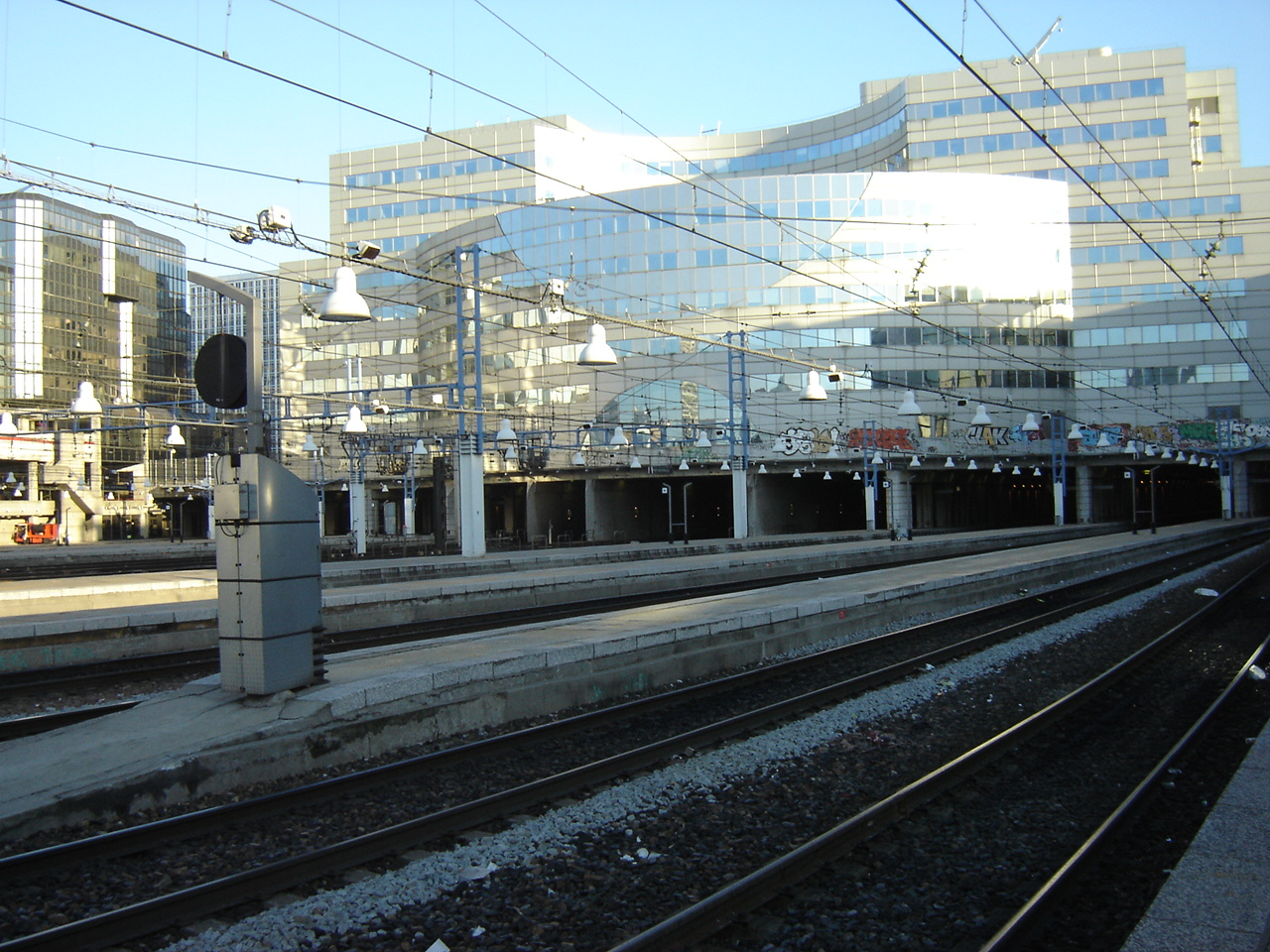
As plataformas laterais das vias 1 a 9.
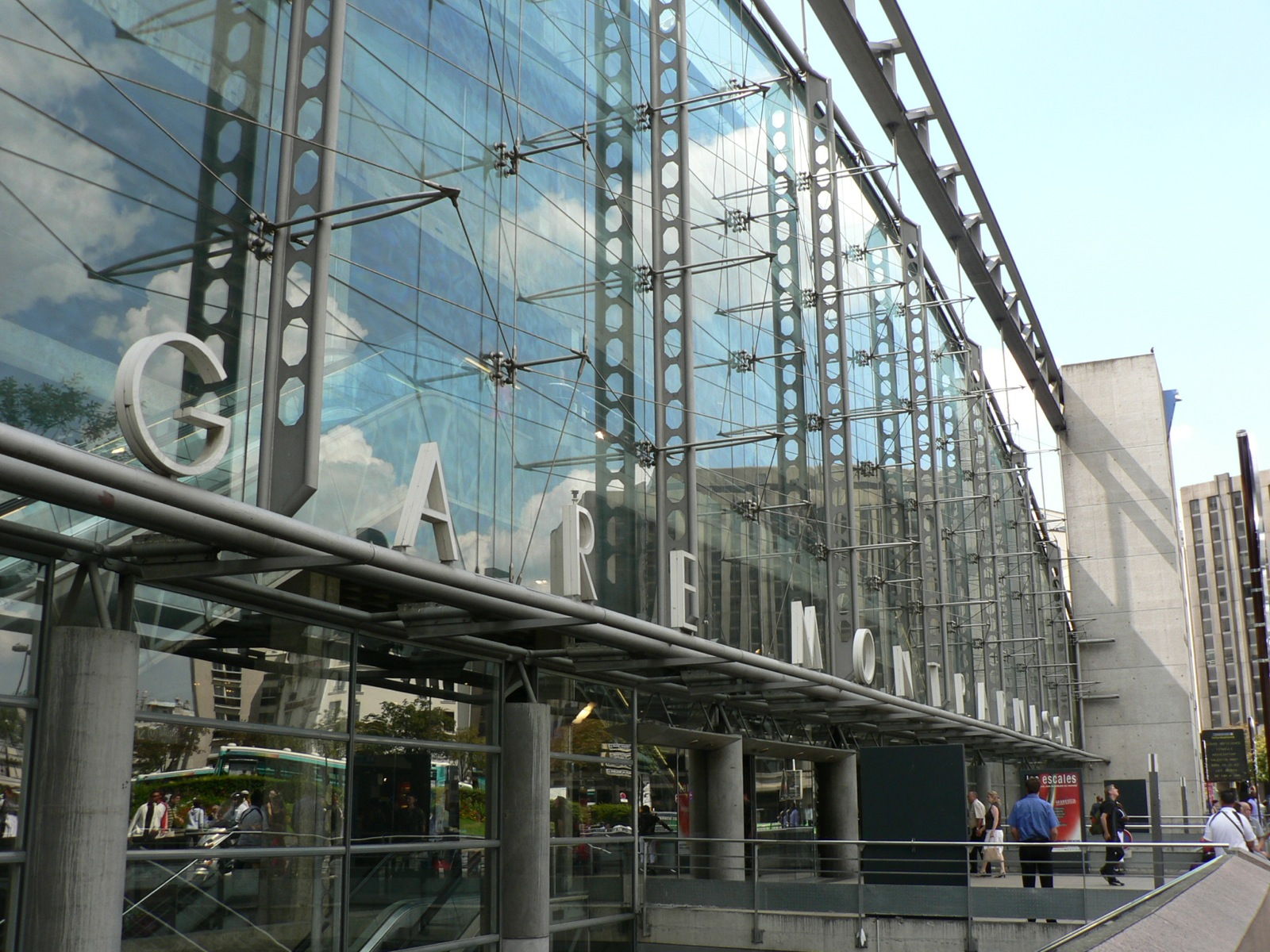
A entrada principal chamada "Porte Océane".
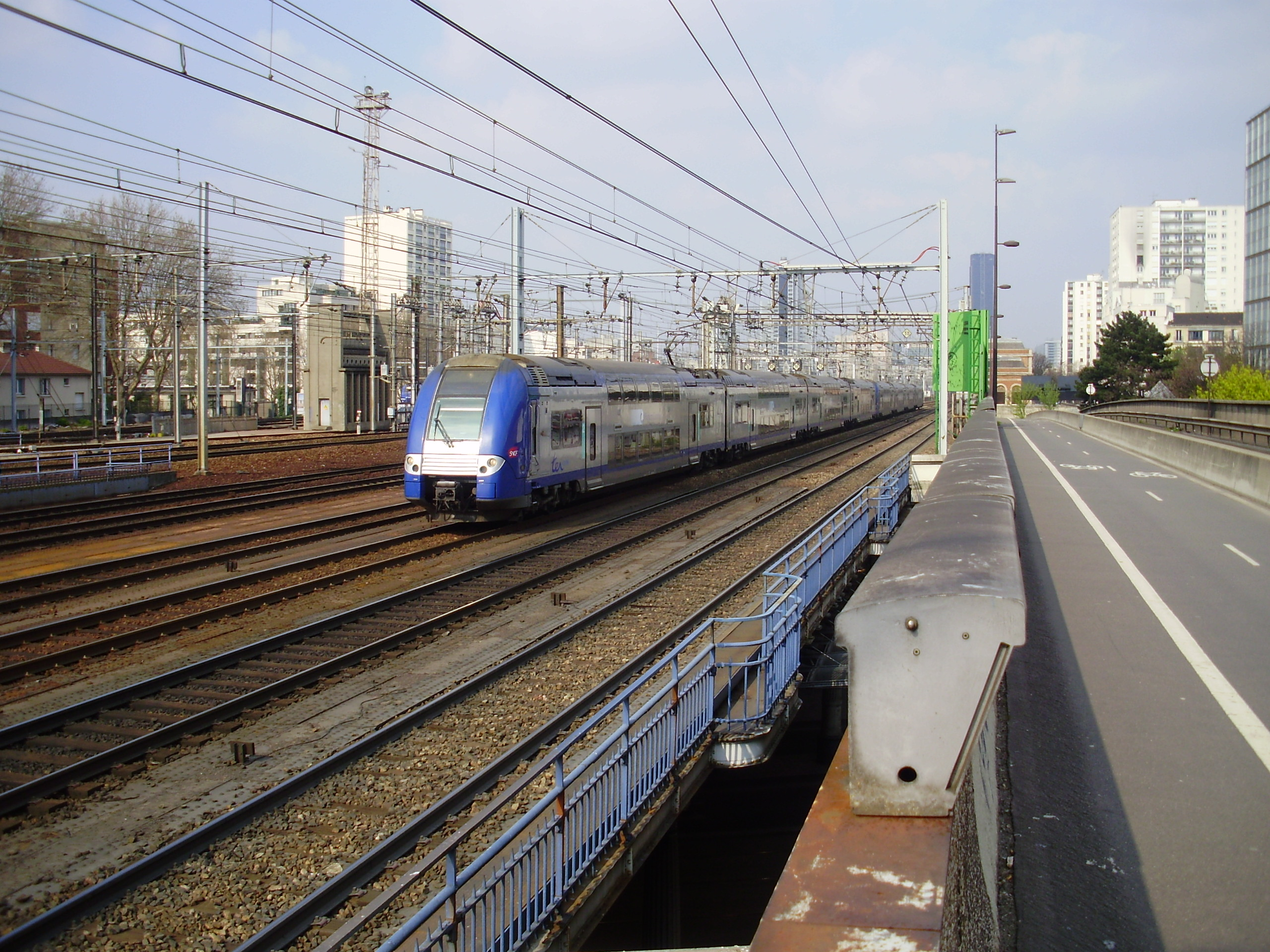
Um Z 26500 deixando a linha direto para a estação Montparnasse.
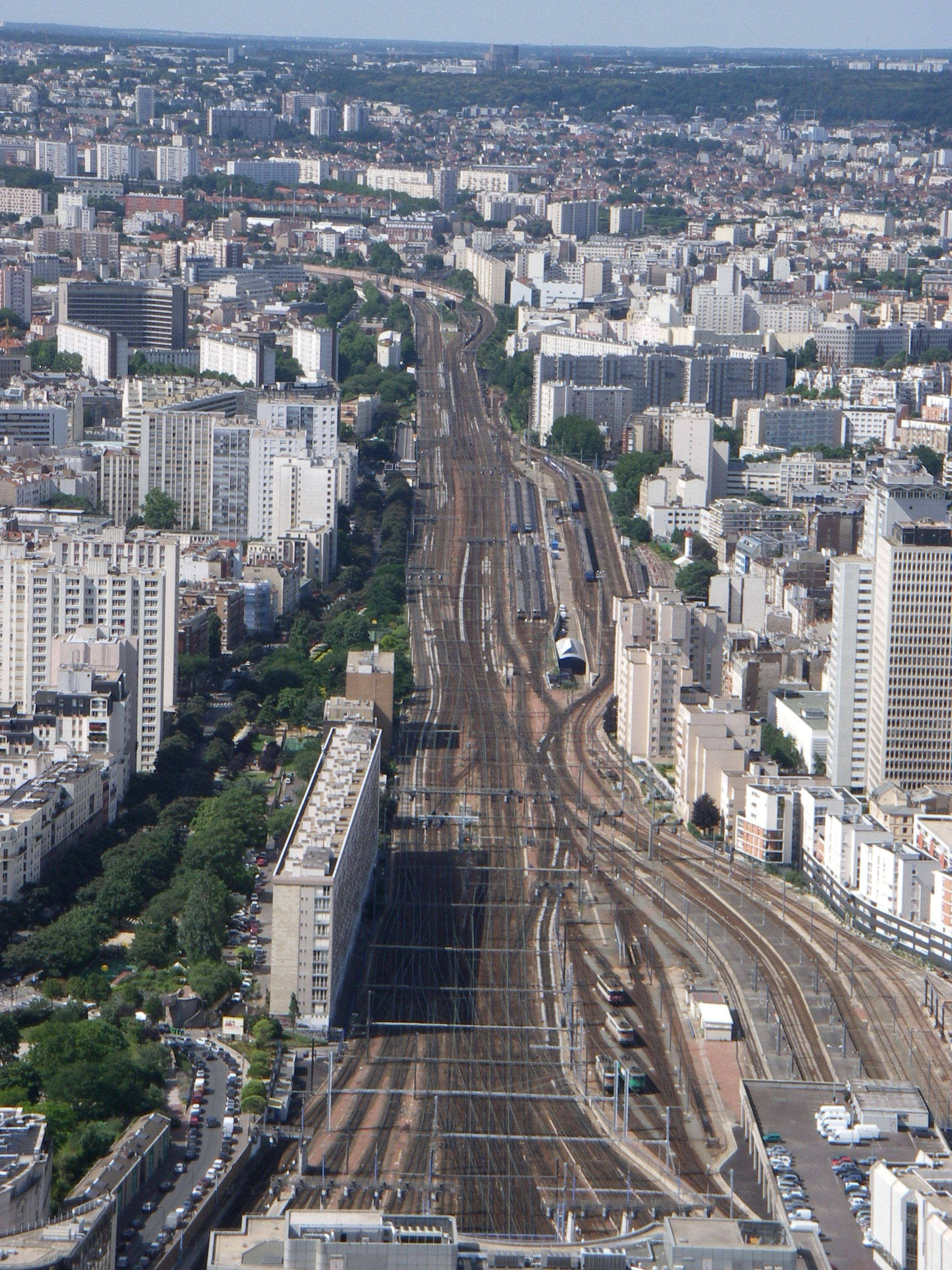
Vista geral das vias depois da saída da estação.

Interior
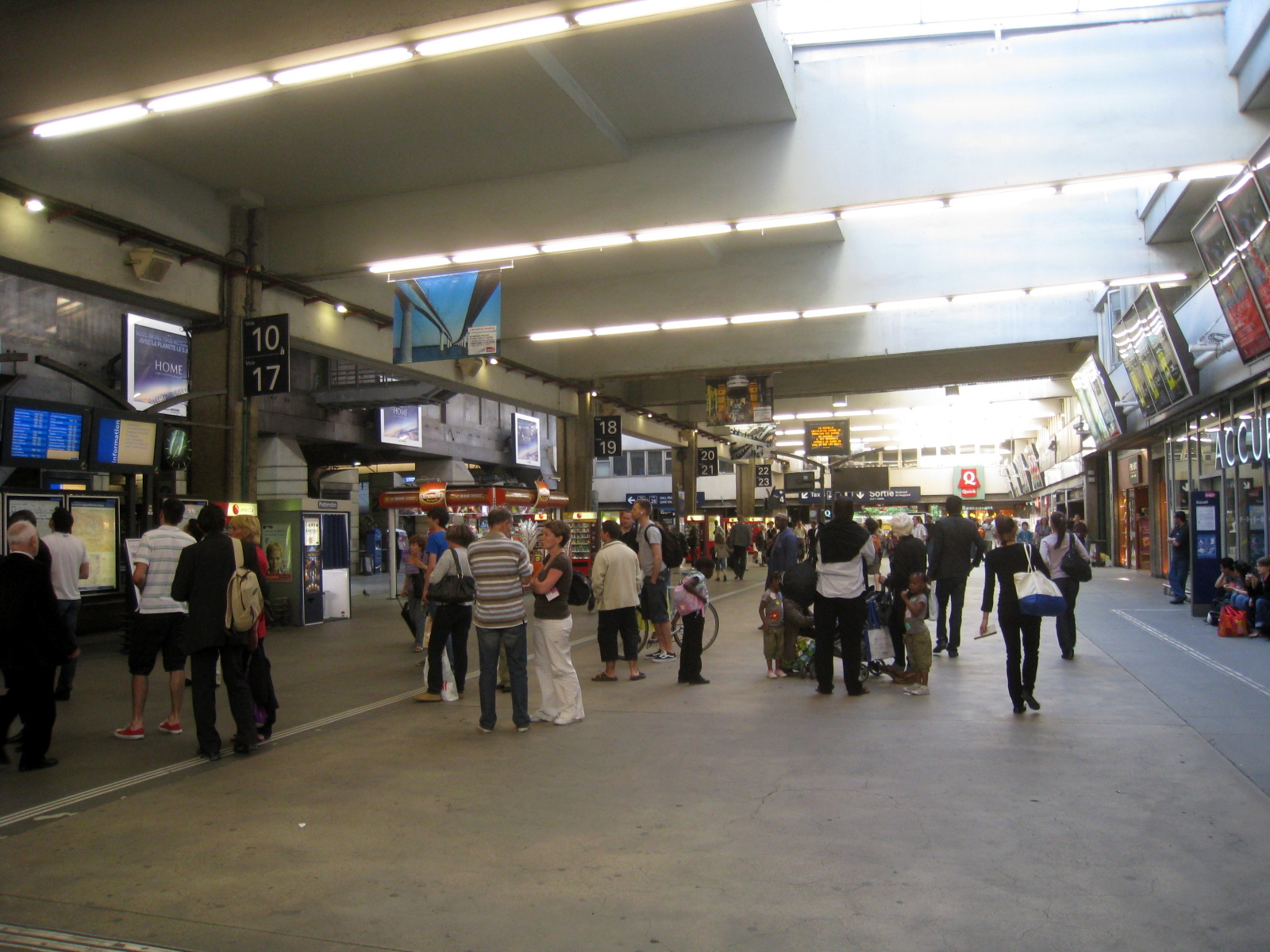
A plataforma transversal da área "Porte Océane".
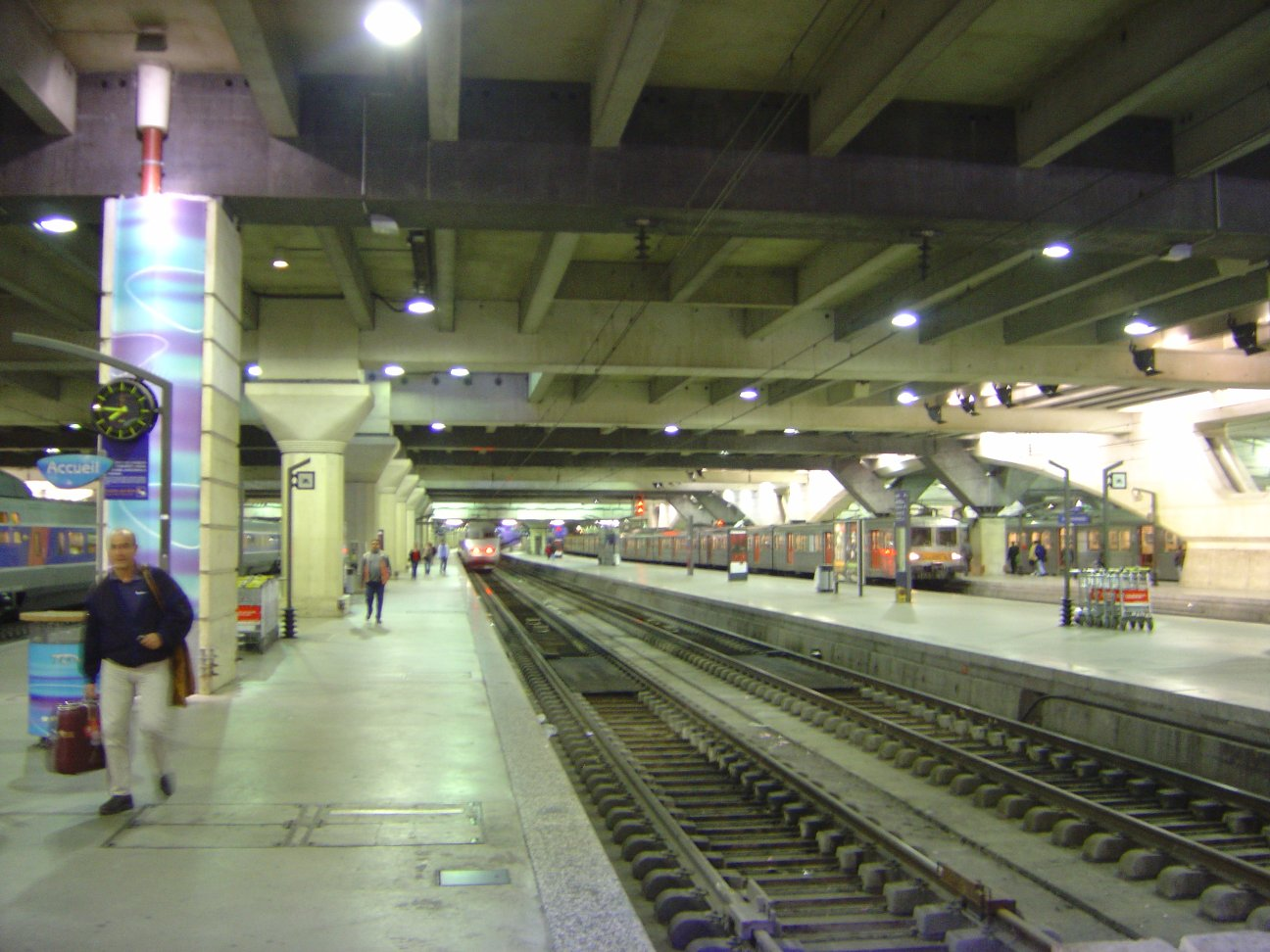
A estação ao nível da plataforma.
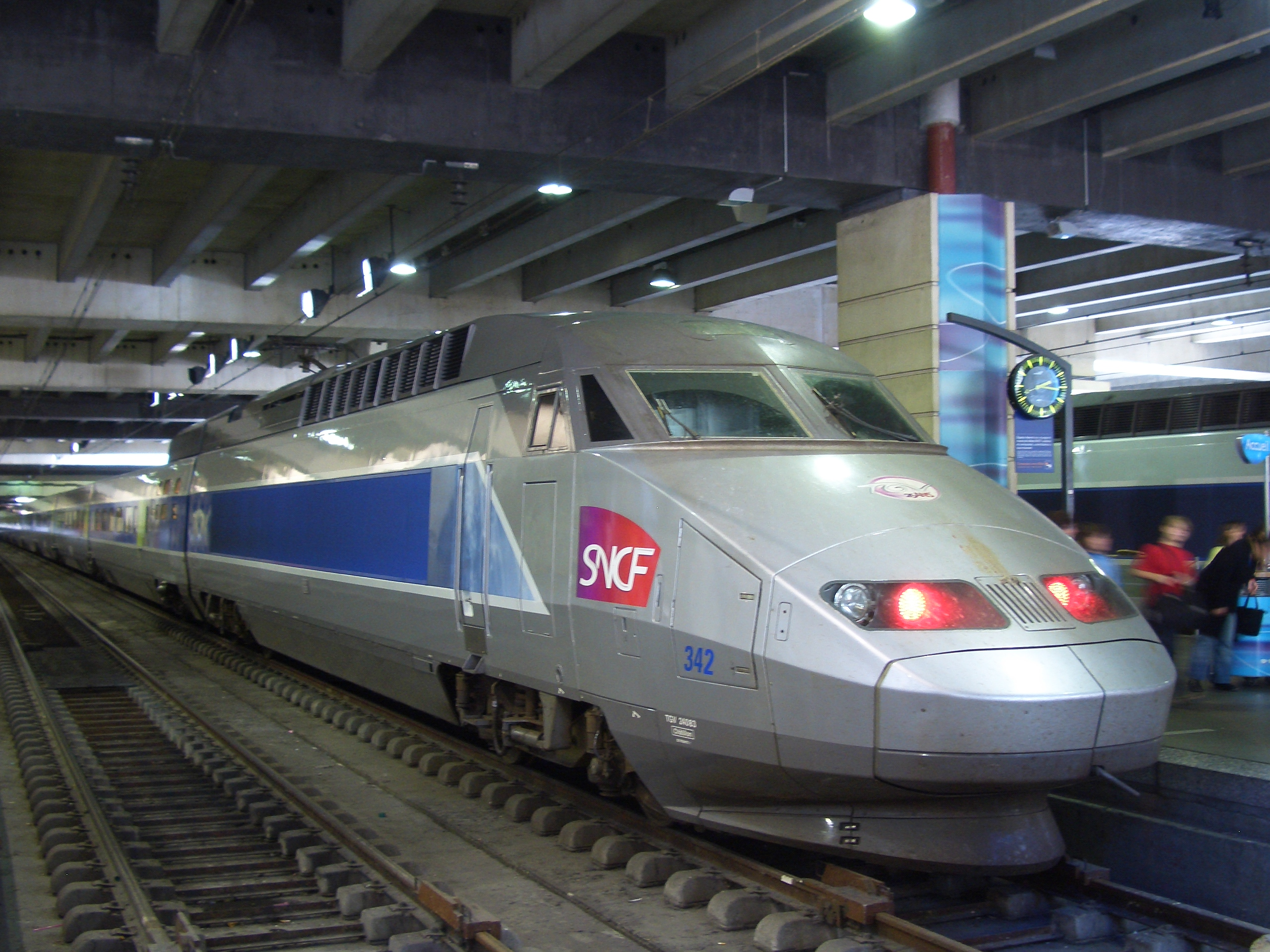
Um TGV na plataforma.
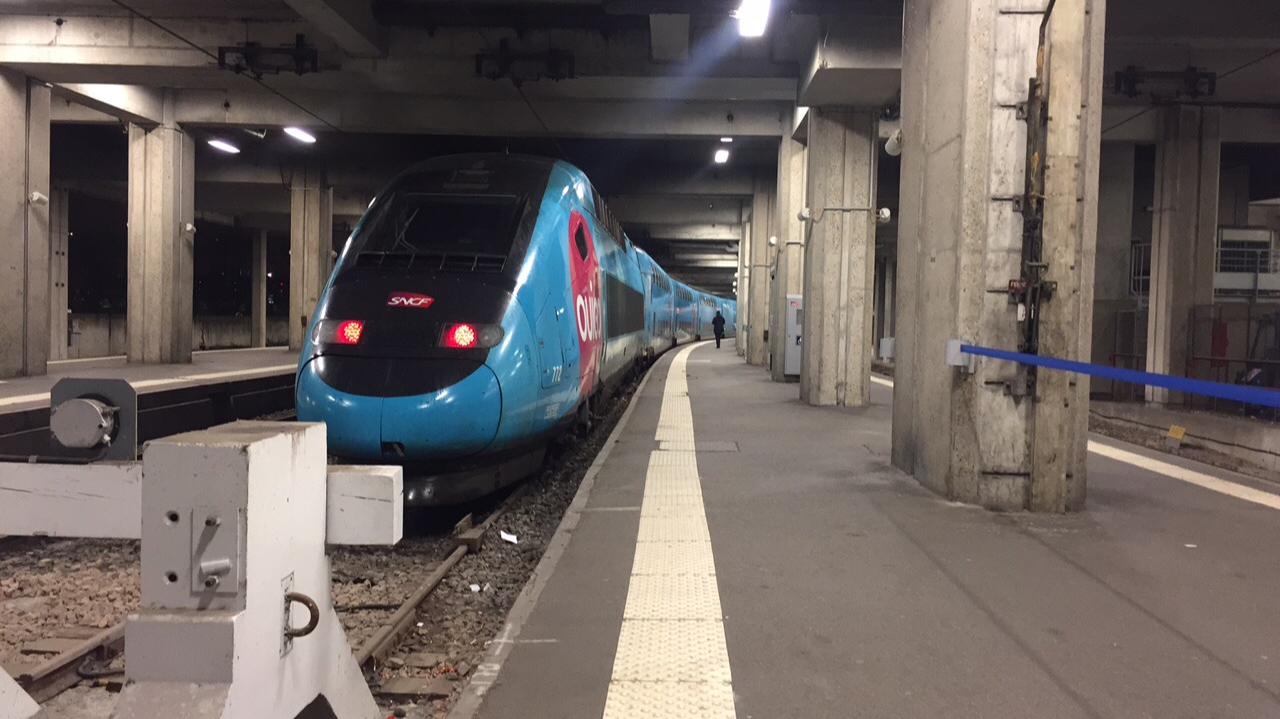
Um trem Ouigo na plataforma, na seção Vaugirard.
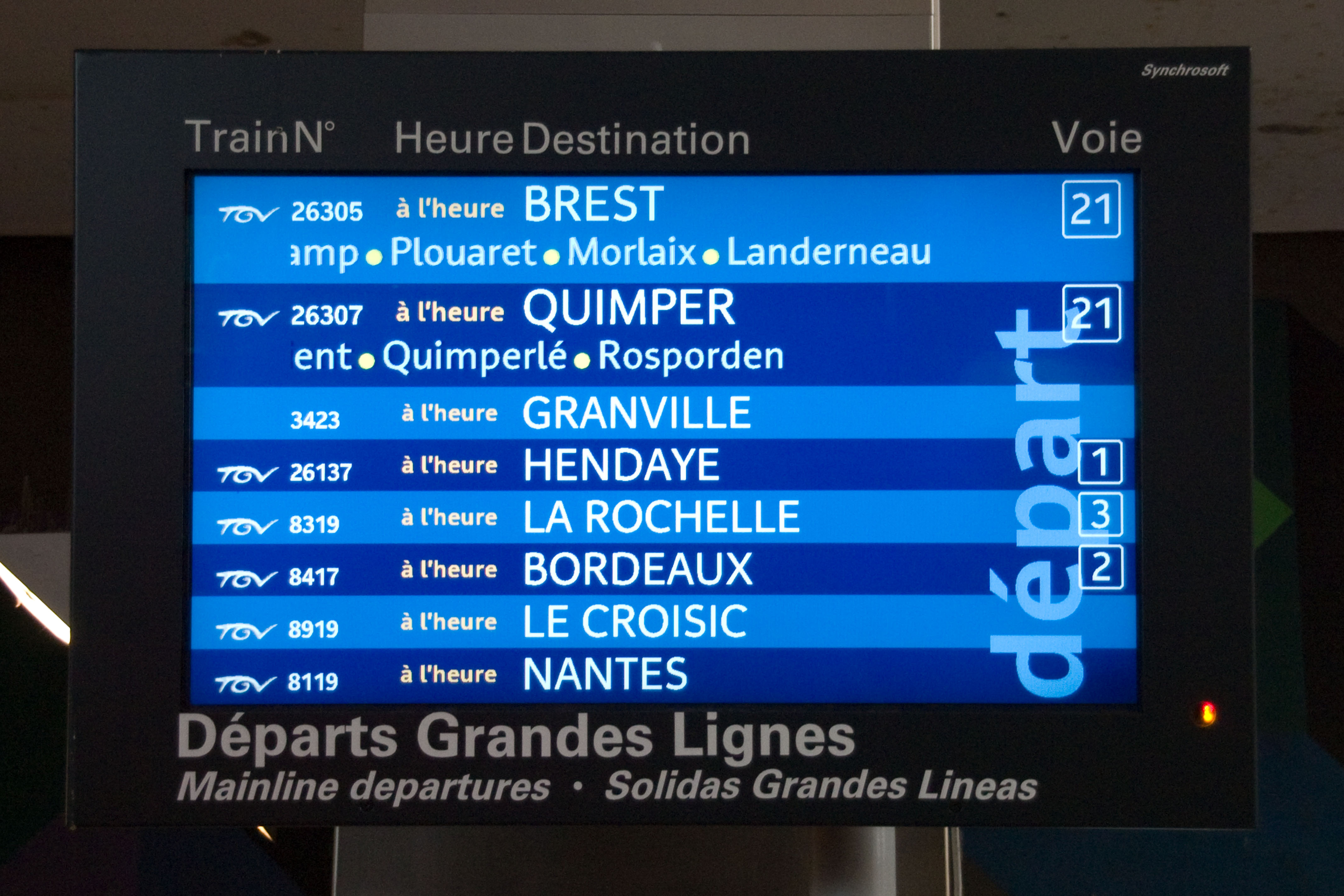
Uma tela que mostra as próximas partidas dos trens das grandes linhas.